# 구보 유야 (야구 선수)
구보 유야(일본어: 久保 裕也, 1980년 5월 23일 ~ )는 일본의 전 프로 야구 선수이며, 현 야구 지도자이다. 현재 퍼시픽 리그인 도호쿠 라쿠텐 골든이글스의 2군 투수코치이다.

## 인물

### 프로 입단 전
도쿄도 태생으로 대기업 건설회사에 근무하는 아버지의 전근으로 인해 이후 곧 이바라키현으로 이사 갔고 그 후 군마현, 가고시마현을 거쳐 5살 때부터 초등학교 5학년까지는 오이타현에서, 초등학교 6학년부터는 후쿠오카현에서 자랐다. 구보의 야구 원점은 오이타(大分)이며, 집 근처에 위치한 라면집의 주인과 캐치 볼을 하고 있었다. 오키가쿠엔 고등학교와 도카이 대학을 졸업하고 2002년 프로 야구 드래프트 회의에서 자유 획득 범위로 요미우리 자이언츠에 입단, 당시 요미우리의 감독이자 도카이 대학 선배인 하라 다쓰노리였기 때문에 그 점에 대해서도 주목을 받았다.
도카이 대학 시절에는 1학년 때 중간 계투, 2학년부터는 에이스 투수로서 활약하는 등 메이지 진구 야구 대회에서 모두 준우승을 이끌었다. 3학년 때는 전일본 대학야구 선수권 대회에서 우승해 최고 수훈 선수상과 최우수 투수상을 동시에 수상했다. 2학년까지는 150km를 넘는 강속구로 삼진을 취하는 투구 플레이를 펼쳤지만 등판을 많이한 탓에 오른쪽 팔꿈치에 부상을 당하는 시련을 겪었고 이후에는 치면서 잡는 투구로 변경했다. 수도 대학 리그 통산 58경기 등판해 33승 8패, 평균자책점 1.06, 345탈삼진을 기록했는데 그 중 33승은 리그 역대 5위이며 최고 수훈선수 4회, 최우수 투수 4회, 베스트 나인에 두 차례 선정된 경력을 갖고 있다.

### 프로 입단 후

#### 2003년
등번호를 11번으로 배정을 받아 2001년 시즌 마지막으로 은퇴한 사이토 마사키로부터 물려받았다. 신인 시절인 3월 28일의 주니치 드래건스 전에서 데뷔 첫 등판, 4월 2일의 요코하마 베이스타스전에서 프로 데뷔 첫 승리를 기록했다. 최종적으로 38경기에 등판하여 6승 7패, 평균자책점 4.27의 성적을 거두었다.

#### 2004년
이스턴 리그 개막전에서 노히트 노런을 달성했고, 5월 16일의 야쿠르트 스왈로스전에서는 데뷔 후 처음으로 완투승을 기록했다. 7월 6일의 요코하마 베이스타스전에서는 프로 첫 세이브를 올렸고 1군에서는 35경기(선발 13경기, 구원 등판 22경기)에 등판해 팀 최다인 8세이브를 올리는 등 평균자책점이 4.08이었다.

#### 2005년
시즌 초에는 선발이었지만 팀내 사정으로 인해 곧바로 구원 투수로 전향했다. 댄 미셀리의 부진으로 애초에는 중간 계투를 맡는 일도 있었지만 똑같이 선발 후보인 하야시 마사노리와 함께 두 번째 투수를 담당한다. 최종적으로 64경기에 등판해 7승 4패 7세이브, 평균자책점 3.43.

#### 2006년
전년도에 이어 하야시 마사노리, 도요다 기요시, 다카하시 히사노리 등과 함께 셋업맨으로 기용되었고 8월까지는 평균자책점이 2점대였지만 종반에는 추락하는 모습을 보이며 시즌을 마감했다.

#### 2007년
춘계 캠프에서는 요시타케 신타로가 입단 하는 등 격화되고 있는 중간 계투진의 서바이벌을 살아 남기 위해 사이드암을 시투한다(그 후 다시 오버스로로 되돌리게 되었다). 결국 개막전을 1군에서 보낼 수는 없었지만 선발로 다시 전향해 5월 5일의 야쿠르트전에서는 8안타 3개의 사사구로 매 이닝과 같이 주자를 짊어질 정도의 괴로운 투구이면서도 9개의 탈삼진을 빼앗아 프로 첫 완봉 승을 달성했다. 그러나 다음의 등판에서는 부진으로 인해 2군으로 떨어지면서 이후에는 1군과 2군을 오가는 일이 반복되었다. 주력 투수의 이탈로 페넌트레이스 종반에 1군으로 복귀했고 그 중 4일 동안 선발 투수로 4차례에 등판하는 등 팀 승리에 기여하면서 시즌을 마쳤다.

#### 2008년
선발에 구애 받은 나머지 출전 기회를 잃어 2군에서의 생활이 계속되었지만 9월 12일에 구원 투수로서 시즌 첫 등판을 했다. 1이닝을 3자 연속 삼진으로 처리해 9월 16일에는 선발 등판하면서 8회 1실점으로 그 해 시즌 첫 승리를 올렸지만 본의 아닌 시즌이 되었다.

#### 2009년
시즌 개막을 2군에서 맞이했으며 전년도와 같이 뚜렷한 활약을 보여주는 기회를 대부분 얻지 못하고 8월에는 선발 등판해 1승을 올리는 데에만 그쳤다.

#### 2010년
입단 이후부터 요미우리에서 가장 오래 머무른 투수가 되었고 코치였던 기무라 다쿠야가 시즌 도중 갑작스런 사망한 것에 영향을 받아 “투수의 유틸리티 플레이어를 목표로 한다”라는 자세로 패전 처리부터 주로 셋업맨으로서 투입될 때까지 비약적인 성장을 나타냈다. 이후 감독 추천으로 올스타전에 첫 출전하여 1차전에서는 5회말에 등판해 타자 3명과 상대하면서 2개의 삼진을 빼앗는 등 기대 이상의 호투를 보여줬다.
시즌 후반기인 9월 15일에는 개인 최고 속도가 되는 151km/h를 던져 9월 21일의 요코하마전에서는 74경기째의 등판을 기록, 2009년에 야마구치 데쓰야가 기록한 73경기를 웃도는 구단 최다 등판 기록을 경신했다.

#### 2011년

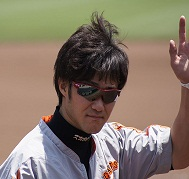
구보 유야(2011년)

시즌 초에는 셋업맨으로서 투입되었지만 시즌 도중부터 마무리 투수로 전환되었다. 7월 5일의 야쿠르트전부터 8월 16일의 주니치전까지 20경기 연속 무실점이라는 구단 신기록을 달성했고 8월에는 1승 11세이브, 평균자책점 0.63이라는 기대 이상의 성적을 남겨 처음으로 월간 MVP에 선정되었다.

#### 2012년
작년 시즌의 수술받은 것에 의해 개막에는 늦지 않았지만 2경기 연속으로 실점을 기록했고 4월 6일 오른쪽 팔꿈치 통증으로 인해 1군 등록이 말소되었다. 5월 18일에 오른쪽 팔꿈치 인대 수술(토미 존 수술)을 받았다.

## 상세 정보

### 출신 학교
- 오키가쿠엔 고등학교
- 도카이 대학

### 선수 경력
- 요미우리 자이언츠(2003년 ~ 2015년)
- 요코하마 DeNA 베이스타스(2016년)
- 도호쿠 라쿠텐 골든이글스(2017년 ~ 2020년)

### 지도자 경력
- 도호쿠 라쿠텐 골든이글스 2군 투수 코치(2021년 ~ )

### 수상·타이틀 경력
- 월간 MVP : 1회(2011년 8월)

### 개인 기록

#### 투수 기록
- 첫 등판 : 2003년 3월 28일, 대 주니치 드래건스 1차전(도쿄 돔), 8회초에 3번째 투수로서 구원 등판, 2/3이닝 무실점
- 첫 탈삼진 : 2003년 3월 30일, 대 주니치 드래건스 3차전(도쿄 돔), 7회초에 후쿠토메 고스케로부터
- 첫 승리 : 2003년 4월 2일, 대 요코하마 베이스타스 2차전(도쿄 돔), 9회초에 3번째 투수로서 구원 등판·마무리, 1이닝 무실점
- 첫 선발·첫 선발 승리 : 2003년 5월 15일, 대 요코하마 베이스타스 8차전(도쿄 돔), 8이닝 1실점
- 첫 완투 승리 : 2004년 5월 16일, 대 야쿠르트 스왈로스 8차전(도쿄 돔), 9이닝 3실점
- 첫 세이브 : 2004년 7월 6일, 대 요코하마 베이스타스 14차전(도쿄 돔), 9회초에 6번째 투수로서 구원 등판·마무리, 1이닝 무실점
- 첫 홀드 : 2005년 5월 20일, 대 홋카이도 닛폰햄 파이터스 1차전(도쿄 돔), 9회초 1사에 2번째 투수로서 구원 등판, 2/3이닝 무실점
- 첫 완봉 승리 : 2007년 5월 5일, 대 도쿄 야쿠르트 스왈로스 8차전(도쿄 돔)

#### 타격 기록
- 첫 안타 : 2003년 8월 17일, 대 한신 타이거스 21차전(도쿄 돔), 2회말에 시모야나기 쓰요시로부터 우익선상 2루타
- 첫 타점 : 2006년 8월 13일, 대 히로시마 도요 카프 15차전(히로시마 시민 구장), 8회초에 하야시 마사키로부터 우중간에 2점 적시 2루타

### 등번호
- 11(2003년 ~ 2015년)
- 00(2016년)
- 91(2017년 ~ )

### 연도별 투수 성적
| 연 도     | 소 속     | 등 판 | 선 발 | 완 투 | 완 봉 | 무 4 구 | 승 리 | 패 전 | 세 이 브 | 홀 드 | 승 률 | 타 자 | 이 닝 | 피 안 타 | 피 홈 런 | 볼 넷 | 고 4 | 몸 맞 | 탈 삼 진 | 폭 투 | 보 크 | 실 점 | 자 책 점 | 평 자 책 | W H I P |
| --------- | --------- | ----- | ----- | ----- | ----- | ------- | ----- | ----- | -------- | ----- | ----- | ----- | ----- | -------- | -------- | ----- | ---- | ----- | -------- | ----- | ----- | ----- | -------- | -------- | ------- |
| 2003년    | 요미우리  | 38    | 13    | 0     | 0     | 0       | 6     | 7     | 0        | --    | .462  | 470   | 109.2 | 115      | 18       | 29    | 2    | 4     | 105      | 10    | 0     | 61    | 52       | 4.27     | 1.31    |
| 2004년    | 요미우리  | 35    | 13    | 1     | 0     | 1       | 7     | 6     | 8        | --    | .538  | 439   | 99.1  | 116      | 10       | 30    | 2    | 3     | 86       | 5     | 0     | 52    | 45       | 4.08     | 1.47    |
| 2005년    | 요미우리  | 64    | 1     | 0     | 0     | 0       | 7     | 4     | 7        | 17    | .636  | 346   | 78.2  | 82       | 8        | 27    | 10   | 7     | 67       | 3     | 0     | 32    | 30       | 3.43     | 1.39    |
| 2006년    | 요미우리  | 59    | 0     | 0     | 0     | 0       | 5     | 6     | 0        | 18    | .455  | 266   | 61.1  | 58       | 7        | 26    | 4    | 3     | 60       | 4     | 1     | 29    | 21       | 3.08     | 1.37    |
| 2007년    | 요미우리  | 13    | 9     | 1     | 1     | 0       | 3     | 5     | 0        | 1     | .375  | 260   | 60.1  | 67       | 13       | 12    | 2    | 6     | 46       | 0     | 0     | 29    | 29       | 4.33     | 1.31    |
| 2008년    | 요미우리  | 6     | 2     | 0     | 0     | 0       | 2     | 0     | 0        | 1     | 1.000 | 74    | 17.2  | 17       | 0        | 4     | 0    | 0     | 14       | 2     | 0     | 5     | 4        | 2.04     | 1.19    |
| 2009년    | 요미우리  | 7     | 4     | 0     | 0     | 0       | 1     | 0     | 0        | 0     | 1.000 | 116   | 27.1  | 24       | 3        | 10    | 0    | 1     | 25       | 3     | 0     | 10    | 10       | 3.29     | 1.24    |
| 2010년    | 요미우리  | 79    | 0     | 0     | 0     | 0       | 8     | 1     | 1        | 32    | .889  | 376   | 91.0  | 72       | 8        | 23    | 4    | 7     | 96       | 5     | 0     | 28    | 28       | 2.77     | 1.04    |
| 2011년    | 요미우리  | 67    | 0     | 0     | 0     | 0       | 4     | 2     | 20       | 21    | .667  | 273   | 69.0  | 45       | 1        | 20    | 3    | 1     | 67       | 5     | 0     | 9     | 9        | 1.17     | 0.94    |
| 2012년    | 요미우리  | 2     | 0     | 0     | 0     | 0       | 0     | 0     | 0        | 0     | ----  | 8     | 1.0   | 2        | 0        | 2     | 0    | 1     | 1        | 0     | 0     | 3     | 1        | 9.00     | 4.00    |
| 2014년    | 48        | 2     | 0     | 0     | 0     | 4       | 4     | 0     | 11       | .500  | 257   | 59.0  | 59    | 8        | 20       | 2     | 6    | 51    | 2        | 0     | 31    | 31    | 4.73     | 1.34     |         |
| 2016년    | DeNA      | 9     | 0     | 0     | 0     | 0       | 0     | 0     | 0        | 0     | ----  | 51    | 12.0  | 10       | 1        | 7     | 0    | 1     | 8        | 0     | 0     | 7     | 7        | 5.25     | 1.42    |
| 2017년    | 라쿠텐    | 27    | 0     | 0     | 0     | 0       | 3     | 1     | 0        | 6     | .750  | 127   | 30.0  | 21       | 1        | 18    | 0    | 3     | 17       | 0     | 0     | 12    | 12       | 3.60     | 1.30    |
| 2018년    | 라쿠텐    | 25    | 0     | 0     | 0     | 0       | 1     | 0     | 1        | 3     | 1.000 | 112   | 26.1  | 22       | 4        | 11    | 1    | 1     | 18       | 2     | 0     | 6     | 5        | 1.71     | 1.25    |
| 2019년    | 라쿠텐    | 22    | 0     | 0     | 0     | 0       | 2     | 1     | 0        | 2     | .667  | 94    | 22.1  | 16       | 3        | 11    | 0    | 1     | 14       | 1     | 0     | 7     | 7        | 2.82     | 1.21    |
| 2020년    | 라쿠텐    | 5     | 0     | 0     | 0     | 0       | 1     | 0     | 0        | 1     | 1.000 | 10    | 2.0   | 4        | 0        | 0     | 0    | 0     | 1        | 0     | 0     | 3     | 3        | 13.50    | 2.00    |
| NPB：16년 | NPB：16년 | 506   | 44    | 2     | 1     | 1       | 54    | 37    | 37       | *113  | .593  | 3279  | 767.0 | 730      | 85       | 250   | 30   | 45    | 676      | 42    | 1     | 324   | 294      | 3.45     | 1.28    |

- 2020년 기준, 굵은 글씨는 시즌 최고 성적.